# Manufaktura

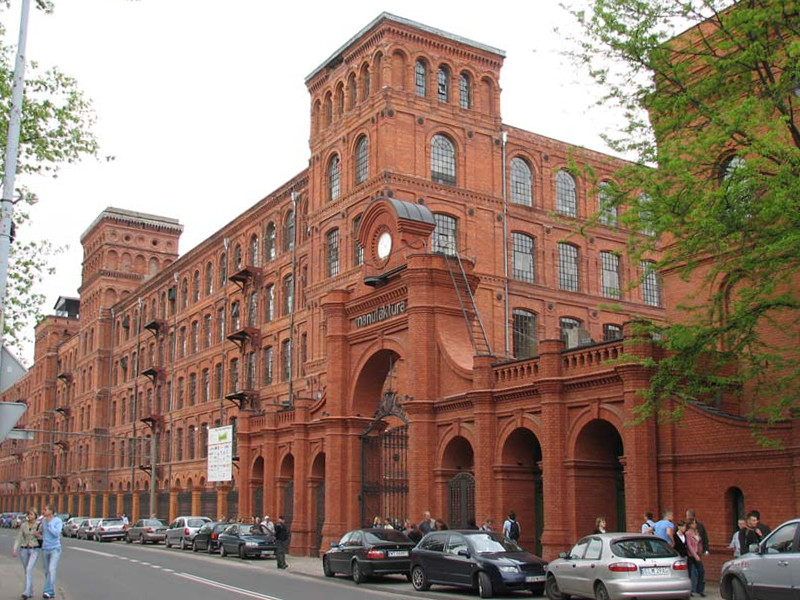
Một trong những lối vào Manufaktura

Manufaktura là một trung tâm nghệ thuật, trung tâm mua sắm và khu phức hợp giải trí ở Łódź, Ba Lan. Một tài sản du lịch lớn của thành phố, nó bao gồm quảng trường công cộng lớn nhất ở Łódź, hoạt động như một địa điểm để tổ chức các sự kiện văn hóa và thể thao.
Manufaktura khai trương vào ngày 17 tháng 5 năm 2006, sau 5 năm lập kế hoạch và 4 năm xây dựng tiếp theo. Tổng diện tích của khu phức hợp là 27 hécta (67 mẫu Anh). Công việc liên quan đến việc cải tạo một tòa nhà xưởng dệt cũ. Manufaktura nằm ở khu vực trung tâm của thành phố, trong khu công nghiệp cũ do Izrael Poznański thành lập, nơi còn được biết đến là địa điểm ghi hình cho bộ phim chuyển thề từ bộ tiểu thuyết của Władysław Reymont có tựa đề Vùng đất hứa về sự công nghiệp hóa của thành phố Łódź.

## Cơ quan

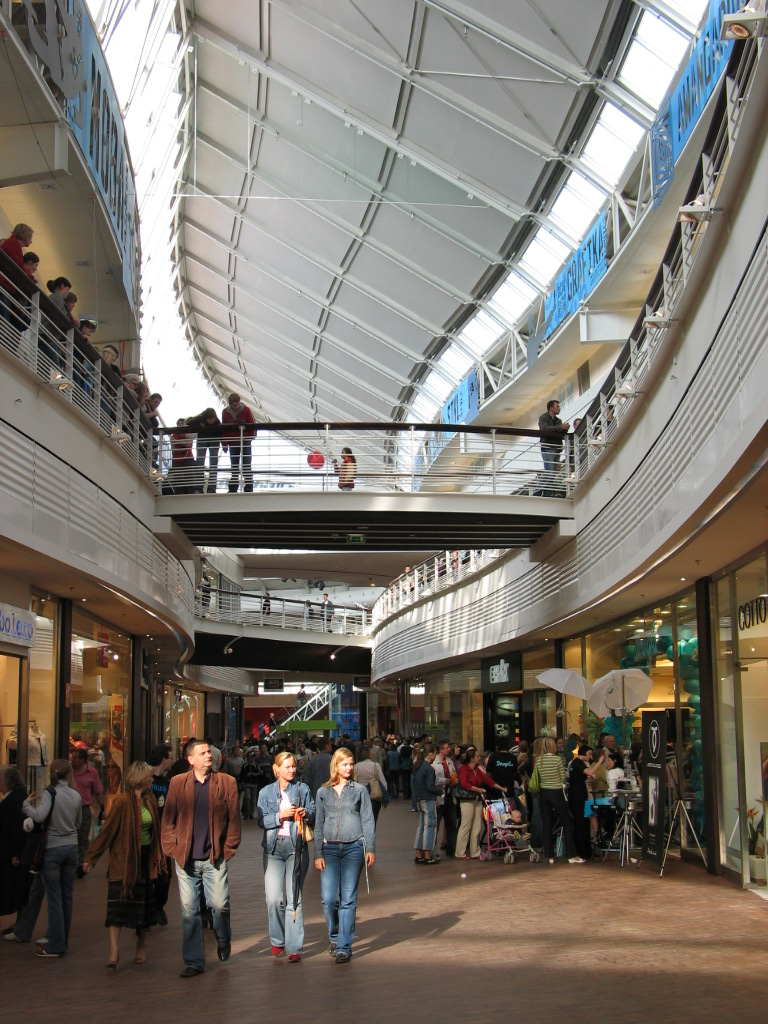
Sảnh mua sắm chính

Sự hồi sinh tòa nhà nhằm mục đích duy trì bầu không khí lịch sử của nơi này, đó là lý do tại sao Manufaktura hiện đang bị chi phối bởi kiến trúc công nghiệp chính cống, với các tòa nhà gạch đỏ không được che chắn. Thương hiệu của khu phức hợp là nhà máy kéo sợi năm tầng cũ ở phố Ogrodowa, được xây dựng từ năm 1877 đến 1878 (giải thích tên của khu phức hợp). Năm 2009, một khách sạn bốn sao của Andel đã mở tại đây. Tất cả các tòa nhà khác của khu phức hợp giữ một phong cách tương tự, nhưng có kích thước nhỏ hơn. Ngoại lệ cho điều này là phòng mua sắm chính, là một cấu trúc hoàn toàn mới được làm bằng kính và thép. Nó thấp hơn các tòa nhà gạch nằm ở xung quanh, và do đó, nó không thể nhìn thấy từ bên ngoài.
Một trong những lối vào khu phức hợp Manufaktura dẫn qua cổng vòm cổ xưa, khải hoàn môn của nhà máy kéo sợi cũ. Toàn bộ khu phức hợp, với ý tưởng pha trộn giữa cũ và mới, được thiết kế bởi công ty Virgile & Stone của Anh đến từ London, hợp tác với công ty kiến trúc Sud Architectes của Pháp từ Lyon. Các tòa nhà công nghiệp ban đầu được thiết kế bởi kiến trúc sư đến từ Łódź nổi tiếng Hilary Majewski vào năm 1872.

## Dịch vụ
Manufaktura có hơn 300 cửa hàng, trung tâm thương mại, nhà hàng, cửa hàng bánh ngọt, quán cà phê, quán rượu và các dịch vụ khác. Khu vực dịch vụ mở rộng hơn 12.000 mét vuông. Toàn bộ khu phức hợp có diện tích 270.000 mét vuông, khiến nó trở thành khu phứcho75opp lớn thứ hai chỉ sau Quảng trường Chợ Cũ ở Kraków. Quảng trường rộng lớn của nó có đài phun nước dài nhất châu Âu ở độ cao 300 mét. Khách hàng có thể đi dọc theo khu phức hợp với hai trambuses.
Bên cạnh khu thương mại, Manufaktura bao gồm khu phức hợp nhà hàng, bãi đỗ xe, trung tâm văn hóa (bao gồm chi nhánh MS2 của Bảo tàng nghệ thuật ở Łódź, bảo tàng khoa học, Bảo tàng nhà máy và Bảo tàng thành phố Łódź - cuối cùng trong đó nằm ở Cung điện Izrael Poznański lân cận) và một trung tâm giải trí (có rạp chiếu phim đa năng, sân chơi bowling, tường leo núi, câu lạc bộ thể dục và sân trượt băng).

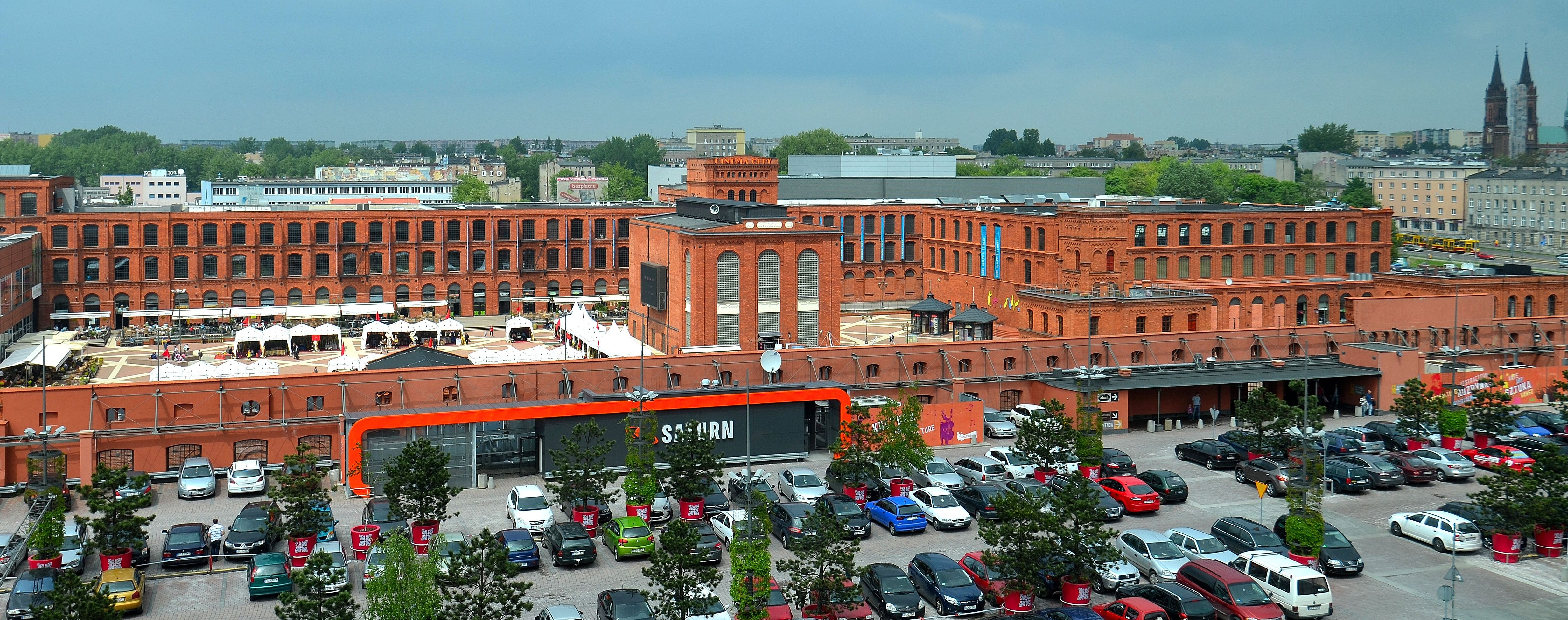
Toàn cảnh Manufaktura với quảng trường bên trong (giữa bên trái) vào mùa đông